# Noruega en los Juegos Paralímpicos de Pyeongchang 2018
Noruega estuvo representada en los Juegos Paralímpicos de Pyeongchang 2018 por un total de 32 deportistas, 27 hombres y cinco mujeres.

## Medallistas
El equipo paralímpico noruego obtuvo las siguientes medallas:
| Nombre                                                                           | Deporte                    | Evento                                         |
| -------------------------------------------------------------------------------- | -------------------------- | ---------------------------------------------- |
| Oro                                                                              |                            |                                                |
| Jesper Saltvik Pedersen                                                          | Esquí alpino               | Eslalon gigante sentado masculino              |
| Plata                                                                            |                            |                                                |
| Sissel Løchen Rikke Iversen Rune Lorentsen Jostein Stordahl Ole Fredrik Syversen | Curling en silla de ruedas | Torneo mixto                                   |
| Vilde Nilsen                                                                     | Esquí de fondo             | 1,5 km velocidad de pie femenino               |
| Nils Erik Ulset Håkon Olsrud Eirik Bye                                           | Esquí de fondo             | 4 × 2,5 km clase abierta                       |
| Bronce                                                                           |                            |                                                |
| Nils Erik Ulset                                                                  | Biatlón                    | 15 km de pie masculino                         |
| Jesper Saltvik Pedersen                                                          | Esquí alpino               | Supercombinada sentado masculino               |
| Eirik Bye                                                                        | Esquí de fondo             | 1,5 km velocidad discapacidad visual masculino |
| Håkon Olsrud                                                                     | Esquí de fondo             | 20 km de pie masculino                         |